# The Inexhaustible Cab
The Inexhaustible Cab je britský němý film z roku 1899. Režisérem je George Albert Smith (1864–1959). Film trvá necelou minutu a premiéru měl ve Spojeném království v říjnu 1899. Do Spojených států se dostal prostřednictvím Siegmunda Lubina a společnosti Edison Manufacturing Company 29. června 1901.

## Děj
Taxislužební kočár zastaví klaun, který do něj narve několik lidí kromě paní Bridget, která váží 400 liber.